# Джеваріє Меджитова
Джеваріє Меджитова (7 жовтня 1913, Чалтемір, Керченський район — 4 вересня 1992, Ташкент, Узбекистан) — кримськотатарська поетка і педагог.

## Життєпис
Народилася 7 жовтня 1913 року у селі Чалтемір. Батько, Абдульмеджіт — м'ясник. Мати, Ресімхан — вела домашнє господарство. Всього в родині росло п'ятеро дітей .
Закінчивши школу у рідному селі, вступила до Ялтинського педагогічного технікуму. Працювала вчителькою початкових класів при Керченському металургійному заводі . Під час педагогічної практики писала вірші, які згодом публікувалися у молодіжній газеті «Яш къувет» (Молода сила) .
У 1935 році вступила на факультет кримськотатарської мови і літератури Кримського державного педагогічного інституту імені М. В. Фрунзе. Навчалася разом з Аметом Мефаєвим, Юнусом Теміркаєм, Різою Халідом, які стали згодом письменниками . Під час навчання Меджитова захопилася фольклором . У 1938 році написала вірш, присвячений безпосадковому перельоту Москва — Далекий Схід, який був опублікований у газеті "Къызыл Къырым", а потім, у перекладі на російську мову, — у газеті "Червоний Крим". Закінчивши КДПІ в 1939 році, вступає до аспірантури і починає працювати в Науково-дослідному інституті мови та літератури ім. О. С. Пушкіна. Молодшою науковою співробітницею працює над темою кандидатської дисертації «Образ жінки в фольклорі кримськотатарського народу» і бере участь у фольклорних експедиціях.
У роки Великої Вітчизняної війни жила в селі Такъыл, де працювала вчителькою . У 1944 році була депортована до Ташкенту . Завдяки вищій освіті отримала посаду економіста на заводі «Продмаш» . Через брак вчителів починає викладати російську мову у сільській школі. Потім працює методисткою в Орджонікідзевському районі, однак була звільнена звідти і потім протягом п'яти років працювала бібліотекарем.
Після зняття режиму спецпоселень Меджитова працювала завучкою, директоркою узбецьких і казахських шкіл. У 1965 році переїздить до міста Чирчик. Була постійною авторкою газети "Ленин байрагъы" (Ленінський стяг), також друкувалася в журналі «Йылдыз» . Випустила чотири збірки віршів «Незабутні сторінки» (1970), «Серед зеленого листя» (1972), «Серед зеленого листя» (1974), «Квіти мого життя» (1987), а в 1980 році опублікувала книгу «Сад мого життя».
Померла 4 вересня 1992 року у Ташкенті.

## Пам'ять
4 жовтня 2013 року, до 100-річчя з дня народження Джеваріє Меджитової, у Сімферополі відбувся вечір її пам'яті .

## Сім'я
В Узбекистані вийшла заміж. Дочка Сейяре Меджитова (народ. 1950) — журналістка і публіцистка .